# 思茅街道
思茅街道，原为思茅镇，是中华人民共和国云南省普洱市思茅区下辖的一个街道。
2019年12月16日，撤镇设街道；2020年11月13日正式成立。

## 行政区划
思茅街道下辖以下地区：
过街楼社区、通商南路社区、西园路社区、老街社区、五一路社区、滇运社区、北郊社区、平原社区、三家村社区、曼窝社区、福源社区、振兴社区、茶马古道社区、莲花村、箐门口村。